# Silver Lake (Minnesota)
Silver Lake é uma cidade localizada no estado americano de Minnesota, no Condado de McLeod.

## Demografia
Segundo o censo americano de 2000, a sua população era de 761 habitantes.
Em 2006, foi estimada uma população de 810, um aumento de 49 (6.4%).

## Geografia
De acordo com o United States Census Bureau tem uma área de
0,9 km², dos quais 0,9 km² cobertos por terra e 0,0 km² cobertos por água. Silver Lake localiza-se a aproximadamente 324 m acima do nível do mar.

## Localidades na vizinhança
O diagrama seguinte representa as localidades num raio de 16 km ao redor de Silver Lake.